# ۴۳۴ (قمری)
۴۳۴ (قمری)، چهارصد و سی و چهارمین سال در گاهشماری هجری قمری است. اول محرم این سال برابر با بیست و هفتم اوت سال ۱۰۴۲ میلادی است.

## رویدادها
- افتتاح مدرسه نظامیه نیشابور

## وابسته
- اسماعیل گرگانی